# Максименко, Сергей Дмитриевич
Сергей Дмитриевич Максименко (укр. Сергій Дмитрович Максименко; 15 декабря 1941, с. Запрудье, Киевская область, УССР, СССР — 27 июля 2025) — советский и украинский психолог, доктор психологических наук (1991), профессор (1992), академик Национальной академии педагогических наук Украины. Академик-секретарь отделения психологии, возрастной психологии и дефектологии НАПН Украины. Награждён орденом «За заслуги» I степени за значительный личный вклад в развитие национального образования, подготовку квалифицированных специалистов, многолетнюю плодотворную педагогическую деятельность и высокий профессионализм. Указ Президента Украины от 4 октября 2015 № 567, занимает должность директора Института психологии имени Г. С. Костюка АПН Украины.
Награждён орденами «Знак почёта» (1978 г.), «За заслуги» III (2004 г.) и II (2011 г.) степеней, «Заслуженный деятель науки и техники Украины» (2001 г.)
Директор Института психологии имени Г. С. Костюка Национальной академии педагогических наук Украины, академик Национальной академии педагогических наук Украины, доктор психологических наук, профессор. Академик-секретарь отделения психологии, возрастной физиологии и дефектологии АПН Украины. Председатель ученого совета, основатель медико-психологического факультета Национального медицинского университета имени А. А. Богомольца.
Действительный член Международного совета психологов (США), иностранный член Российской академии образования (РАО), действительный член Европейской академии естественных наук (ФРГ, г. Ганновер), действительный член Международной академии естествознания (ЕС), действительный член Европейской академии естествознания (Эдинбург, Великобритания) президент Общества психологов Украины, почетный президент Украинской ассоциации врачей-психологов, председатель экспертного совета ВАК Украины по психологических наук, член научно-методических советов Главного управления государственной службы Украины, Государственного департамента Украины по вопросам исполнения наказаний, Государственной пограничной службы Украины, Министерства охраны здоровья я Украины, член экспертного совета по гуманитарным и социальным наукам при Государственной аккредитационной комиссии Украины. Награждён медалями «За добросовестный труд» АПН Украины, Альберта Швейцера Европейской академии пограничных наук (2008 г.), почётными грамотами Министерства образования, Верховной Рады, Кабинета Министров Украины.

## Биография
Родился 15 декабря 1941 года в с. Запрудье Рокитнянского р-на Киевской обл. Окончил педагогический факультет Киевского государственного педагогического института им. Горького (КГПИ).
После окончания вуза в течение 1965—1970 годов работал заместителем директора по учебно-воспитательной работе Дарницкого детского дома; в 1970—1973 годах учился в аспирантуре на кафедре психологии Киевского государственного педагогического института имени А. М. Горького; в течение 1973—1975 годов работал преподавателем на кафедре психологии этого же вуза.
С июля 1975 года С. Д. Максименко работал в Институте психологии имени Г. С. Костюка АПН Украины заместителем директора по научной работе и заведующим лабораторией психологии обучения. С 1993 г. Сергей Дмитриевич — заведующий кафедрой педагогики и психологии Национального медицинского университета имени А. А. Богомольца.
Начиная с 1997, С. Д. Максименко — директор Института психологии имени Г. С. Костюка АПН Украины. В этом же году был назначен академиком-секретарем отделения психологии, возрастной физиологии и дефектологии АПН Украины. С 2000 г. — декан медико-психологического факультета Национального медицинского университета имени А. А. Богомольца.
С. Д. Максименко — известный в Украине и за её пределами специалист в области практической психологии. Основатель украинской мощной научной школы генетической психологии. Всемирно известный научными разработками по теоретическим проблемам развивающего обучения, методологической рефлексии проблем развития в психологии, экспериментально-генетических методов возрастной и педагогической психологии, научного обоснования создания и внедрения системы системы подготовки специалистов для отрасли здравоохранения.
Кроме того, как член Международного совета психологов, проф. Максименко является координатором исследований по разработке и использованию экспериментальных методов в сфере обучения и развития личности. Разработчик формовочных и диагностических методов, включенных в Европейский банк исследовательских процедур с лонгитюдных исследований при Институте Макса Планка.
Значительные усилия Сергей Дмитриевич прилагает для презентации украинской психологической науки на уровне международного сотрудничества. В 2015 году академик С. Д. Максименко избран Президентом в Украине международной организации «Глобальный союз ученых за мир» («Global Union of Scientists for Peace»), США.
Под руководством проф. Максименко защищено около 200 кандидатских и более 70 докторских диссертаций. Он является автором первого в Украине учебника «Психология личности». Автор более 800 научных работ, в том числе 35 учебников для студентов вузов, 36 учебных пособий, 30 монографий.
Основатель и научный руководитель Кризисного центра медико-психологической помощи участникам АТО и членам их семей.
Умер 27 июля 2025 года в возрасте 83 лет.

## Труды
Автор и соавтор 640 научных работ (в том числе 27 монографий, 20 учебников и 32 учебных пособий), среди которых:
- Психолого-педагогічні аспекти формування особистості в навчально-виховному процесі (Київ, 1981);
- Проблеми розвиваючого навчання (Київ, 1997);
- Основи генетичної психології (Київ, 1998);
- Основи загальної психології (Київ, 1998);
- Общая психология: учебник (Москва, 1999);
- Загальна психологія: Навч. посібник (Київ, 2000);
- Генетическая психология (методологическая рефлексия проблем развития в психологии) (М.-К., 2000);
- Загальна психологія: Підручник (Київ, 2000);
- Общая психология: Учебник (М.-К., 2001);
- Розвиток психіки в онтогенезі: В 2-х т. (Київ, 2002);
- Основи військової психології: Підручник (Хмельницький, 2002);
- Експеририментальна психологія (дидактичний тезаурус): Навч. посібник (Київ, 2002);
- Психологічні засади взаємозв’язку професійного навчання і розвитку особистості майбутнього фахівця: Навч. посібник (Київ, 2003);
- Загальна психологія: Підручник. — К., 2004; Общая психология: Учеб. пособие (М.-К., 2004).